# Johan Åman
Johan Åman, född omkring 1748, död efter 1782, var en svensk klockgjutare i Linköping

## Biografi
Åman bodde på Tannefors kvarter i Linköping. Åman bodde 1783 på Sankt Lars kvarter 42.

### Familj
Åman gifte sig med Inga Margareta Billsten (född 1755). De fick tillsammans sonen Nicolaus (1777-1777), Johannes (1778-1778), Carl Petter (född 1781).

## Gjutna klockor
| Gjutår | Kyrka               | Klocka      | Övrigt    |
| ------ | ------------------- | ----------- | --------- |
| 1773   | Appuna kyrka        | Lillklockan | Omgjuten. |
| 1778   | Bjälbo kyrka        | Lillklockan | Omgjuten. |
| 1778   | Linköpings domkyrka | Lillklockan | Omgjuten. |

## Medarbetare
- 1777-1778 - Magnus Åman (född 1752). Han var klockgjutargesäll hos Åman.

### Fotnoter
1. ↑  Östergötlands läns landskontor (E) EIIIa:31 (1783) Sida: 1144
2. ↑  Linköpings domkyrkoförsamling (E) CI:3 (1764-1804) Sida: 218, 227, 262, 495, 499
3. ↑  Östergötlands länsmuseum
4. ↑  bebyggelseregistret Bjälbo kyrka
5. ↑  Kulturhistorisk inventering av kyrkobyggnader och kyrkomiljöer i Linköpings stift 2005 - Linköpings domkyrka.